# Oi Va Voi
 (novembre 2022).
Oi Va Voi est un groupe britannique de musique expérimentale formé à Londres à la fin des années 1990. Son nom est issu d'une expression hébraïque qui signifie approximativement « Malheur ! Hélas ! ».
Ses sonorités viennent des traditions ashkénazes et séfarades incluant les musiques klezmer et ladino ainsi que les musiques d'Europe de l'Est, en particulier la musique traditionnelle hongroise. 
Elle puisent aussi dans les sons contemporains de la musique électro.

## Membres du groupe

### Membres actuels
- Steve Levi (clarinette, voix),
- Josh Breslaw (batterie, percussions, production),
- David Orchant (trompette),
- Michael Vinaver (guitare),
- Anna Phoebe (violon),
- Moshik Kop (batterie),
- John Matts (guitare),
- Beth Leondaritis (basse),
- Zohara Niddam (voix)

### Invitées
- Anna Phoebe (violon)
- Lucy Shaw (basse)
- Bridgette Amofah (voix)
- Alice McLaughlin (voix)

### Anciens membres
- Nik Ammar (guitares, mandoline, voix, production), jusqu'en 2012
- Sophie Solomon (violon, viole, piano, accordéon, mélodica), jusqu'en 2006.
- Lemez Lovas (trompette, Chants, piano), jusqu'en 2007.
- KT Tunstall (chants).
- Leo Bryant (Guitare basse).

## Discographie

### Albums
- 2002 : Digital Folklore (très rare)
- 2003 : Laughter Through Tears
- 2007 : Oi Va Voi
- 2009 : Travelling the Face of the Globe
- 2018 : Memory Drop

### Singles
- 2003 : 7 Brothers
- 2004 : Refugee
- 2004 : Yesterday's Mistakes
- 2007 : Yuri
- 2009 : Every Time
- 2018 : Big Brother
- 2018 : Vanished World

## Prix
- Oi Va Voi : Prix Edison pour l'Album de l'année 2004 Netherlands
- Oi Va Voi : Nommé pour le Prix BBC de la World Music 2003 dans la catégorie Boundary Crossing.

## Sources
- FIP en 2009,
- BBC en 2007,
- La libre en 2007,
- biographie sur AllMusic,
- The Independent en 2003,
- The Guardian en 2007.